# Washo (taal)
Washo of Washoe is een bedreigde taal die door de Washo-indianen in de Verenigde Staten gesproken wordt. De Washo zijn een volk die het grensgebied tussen Californië en Nevada, rond de rivieren Truckee en Carson, als traditioneel leefgebied hebben. Er zijn nog maar heel weinig sprekers van het Washo; schattingen variëren tussen 10 en 252 sprekers. Er zijn wel actieve programma's om het aantal moedertaalsprekers op te krikken.
Men ging er vroeger van uit dat het Washo een geïsoleerde taal was. Momenteel wordt de taal ondergebracht bij de hypothetische taalfamilie van de Hokantalen van Californië en West-Mexico. De taalkundige en Edward Sapir was de eerste die deze verwantschap voorstelde. Hoewel verwantschap met enkele naburige talen in Californië aannemelijk is, is er nog maar heel weinig bewijs gevonden dat de Hokan-hypothese ondersteunt.
Het Washo vertoont erg weinig regionale variatie.
Het standaardwerk voor Washo grammatica is A Grammar of the Washo Language van William Horton Jacobsen Jr, dat in 1964 aan de Universiteit van Californië - Berkeley werd geschreven.